# Журавченко, Александр Николаевич
Александр Николаевич Жура́вченко (1884—1964) — советский учёный в области самолётостроения.

## Биография
Родился 10 (22 июня) 1884 года в Киеве (Российская империя).
Во время Первой мировой войны в 1914—1916 годах служил в эскадре воздушных кораблей «Илья Муромец» лётчиком-наблюдателем на аэроплане «Илья Муромец» № 5 под командованием Г. В. Алехновича. В 1915 году создал ветрочёт — прибор, позволяющий определять основные данные для прицельного сбрасывания бомб и аэронавигационных расчётов.
В 1918 году окончил Петроградскую артиллерийскую академию.
С 1919 года работал в ЦАГИ. Также преподавал в ряде вузов Москвы и Ленинграда (в том числе ЛПИ).
Доктор технических наук (1934), профессор (1925).
Умер 21 августа 1964 года. Похоронен в Москве на Головинском кладбище.

## Сочинения
- Артиллерийские вопросы авиации, СПБ. 1917;
- Методы решения задач штопора и устойчивости, управляемости самолёта при потере скорости, М. — Л., 1934

## Награды и премии
- заслуженный деятель науки и техники РСФСР (1940)
- Сталинская премия II степени (22 марта 1943) — за многолетние выдающиеся работы в области науки и техники
- Сталинская премия III степени (1950) — за работу в области самолётного оборудования
- орден Ленина (16 сентября 1945)
- 2 ордена Трудового Красного Знамени (11 июля 1943; 16 сентября 1945)
- орден Красной Звезды (22 декабря 1933)
- медали